# Hagonoy (Davao du Sud)
Pour les articles homonymes, voir Hagonoy.
Hagonoy est une municipalité de la province du Davao du Sud, aux Philippines.